# ليندر جي. بيرسون
ليندر جي. بيرسون هو شخصية أعمال وسياسي أمريكي، ولد في 29 نوفمبر 1872، وتوفي في 21 أكتوبر 1935. نشط حزبياً في الحزب الجمهوري. وقد انتخب عضو جمعية ولاية ويسكونسن ‏.